# Délit d'opinion
Un délit d'opinion est une infraction pénale consistant à exprimer des opinions politiques, religieuses, historiques, scientifiques ou autres qui sont interdites par un gouvernement ou quelque autre institution disposant d'un quelconque pouvoir.

## Droit par pays

### Canada
Pendant la crise d'octobre de 1970, le gouvernement fédéral invoque la Loi sur les mesures de guerre pour mettre fin au Front de libération du Québec (FLQ), qui avait entre autres orchestré l'enlèvement d'un ministre provincial et d'un ambassadeur du Royaume-Uni. Cette loi suspend les droits et libertés des résidents québécois dans leur ensemble et transfère l'autorité décisionnelle aux forces policières et militaires. Dans la foulée, la police et l'armée font la loi et décident d'arrêter des personnes qu'elles estiment être des soutiens idéologiques du mouvement indépendantiste québécois, c'est-à-dire qu'elles s'autorisent à arrêter des gens pour un simple délit d'opinion. Des centaines de personnes sont ainsi victimes d'arrestations arbitraires. À titre d'exemple d'une de ces personnes arrêtées pour délit d'opinion, le journaliste Gilles Paquin est arrêté simplement parce qu'il couvre la politique municipale de cette époque.      
Bien que l'adoption de la Charte canadienne des droits et libertés en 1982 et l'abrogation de la Loi sur les mesures de guerre en 1988 rendent beaucoup moins probables les arrestations arbitraires de personnes pour délit d'opinion, il subsiste néanmoins des moyens constitutionnels qui le permettent. L'article 33 de la Charte canadienne des droits et libertés permet au gouvernement de suspendre à la fois la liberté d'opinion, la liberté d'expression et les droits de la procédure pénale et par conséquent, lorsqu'il adopte la Charte canadienne en 1982, l'État canadien ne se prive pas totalement de la possibilité d'utiliser les moyens qu'il a invoqués en 1970 pour arrêter des gens pour délit d'opinion. D'autre part, l'article 1 de la Charte canadienne des droits et libertés permet de balancer les droits face à des situations d'urgence, à l'intérêt de l'État ou à l'intérêt de la société, donc il est en principe possible de créer des délits d'opinion sans même suspendre les droits lorsque la mesure est une atteinte minimale et qu'elle respecte le critère de proportionnalité.

### France
L'article 10 de la Déclaration des droits de l'homme et du citoyen de 1789 déclare que « Nul ne doit être inquiété pour ses opinions, même religieuses, pourvu que leur manifestation ne trouble pas l’ordre public établi par la Loi. » Bien que souvent omise, la deuxième partie de la phrase permet donc de définir quelles opinions sont délictueuses (celles qui troublent « l'ordre public établi par la loi ») et celles qui ne le sont pas (celles qui ne le troublent pas).
La loi Pleven du 1er juillet 1972 définit comme délictueux les propos incitant à la haine raciale ou en raison d'une origine géographique ou d'une nationalité.
L'article 9 de la loi Gayssot du 13 juillet 1990 établit comme délictueux le fait de contester l'existence des crimes contre l'humanité décrits dans le jugement du procès de Nuremberg à l'issue de la Seconde Guerre Mondiale. Il punit donc, entre autres, le fait de contester l'existence d'un génocide juif organisé par l'Allemagne hitlérienne.

#### Presse et journalisme
L'expression « délit d'opinion » est parfois employée pour désigner le licenciement d'un journaliste lorsque ses opinions sont estimées incompatibles avec sa mission en entreprise. La convention collective des journalistes stipule que « l’expression publique de [l']opinion [des journalistes] ne [doit] en aucun cas porter atteinte aux intérêts de l’entreprise de presse dans laquelle ils travaillent. » Cela implique qu'un journaliste peut être licencié s'il exprime des opinions qui ne conviennent pas à ses directeurs.